# Kenny Parchman
Kenneth W. „Kenny“ Parchman (* 15. Januar 1932 nahe Jackson, Tennessee; † 2. Juni 1999 in Madison, Tennessee) war ein US-amerikanischer Rockabilly-Musiker. Parchman war einer der vielen Künstler, die aus den legendären Sun Records hervorgingen.

## Leben

### Kindheit und Jugend
Kenny Parchman wurde 1932 nahe Jackson im Madison County geboren. Schon früh hörte er regelmäßig Musik über das Radio und es dauerte nicht lange, bis seine Eltern ihm eine Gitarre schenkten. Doch kurz vor Weihnachten 1944 brannte das Haus der Familie nieder; Parchmans Vater erlitt dabei solch schwere Verletzungen, dass er kurz darauf starb. Die Parchmans erhielten Hilfe von Freunden und Nachbarn, sodass sie sich ein neues Haus bauen konnten, in dem der junge Kenny seine restliche Kindheit verbrachte. In der Schule gründete er seine erste eigene Band, mit der er auf Barn Dances und sonstigen Veranstaltungen auftrat. Kurz danach wurde Parchman in die US Army einberufen.

### Karriere
Nach seiner Entlassung aus der Armee 1955 arbeitete Parchman bei der Wells Fargo Spedition. Abends spielte er in Bars und Clubs, um sich etwas dazu zu verdienen. Zu dieser Zeit lernte er den erst fünfzehn Jahre alten Pianisten Jerry Lee Smith kennen, den er darauf in seine Band aufnahm, die unter anderem auch Parchmans Bruder Ronnie als Schlagzeuger einschloss. Zusammen machten sie einige Demo-Aufnahmen bei Sun Records in Memphis. Pianist Smith kannte Carl Perkins, der bei Sun unter Vertrag stand, von früher und hatte bereits mit ihm gespielt. Als Perkins mit Blue Suede Shoes seinen großen Hit hatte, musste Smith aufgrund seines Alters jedoch zu Hause bleiben und konnte so nicht an der Tour teilnehmen. Parchmans Band kontaktierte über Perkins den Besitzer Suns, Sam Phillips, der Parchman und seine Band unter Vertrag nahm.
1956 spielte Parchman Love Crazy Baby und I Feel Like Rockin‘ ein, die seine erste Single werden sollten, doch im letzten Moment stoppte Phillips die Veröffentlichung. Aus welchen Gründen dies geschah, weiß niemand. Parchman vermutete später, dass Phillips die Platte nicht veröffentlichte, da Parchman keinen Manager mehr hatte. In den nächsten zwei Jahren nahmen Parchman und seine Band zahlreiche Titel auf, von denen aber keiner veröffentlicht wurde. 1957 erhielt Parchman eine Anfrage des Besitzers des neugegründeten Jaxon Labels in Jackson, Tennessee. Parchman ergriff die Gelegenheit und Jaxon veröffentlichte seine Songs Treat Me Right und Don’t You Know. Im Letzteren sang Parchman zusammen mit seinem Bruder Ronnie. Ein Jahr später folgte eine zweite Single bei Lu Records. 1958 und 1959 kehrte er noch einmal in die Sun Studios zurück, um einige Songs aufzunehmen. Einer seiner letzten eingespielten Titel war Ray Harris’ Love Dump Baby.
In den folgenden Jahren zog sich Parchman mehr und mehr aus dem Musikgeschäft zurück. Bis 1975 trat er in Jackson in dem berühmten Pineridge Club auf. Sein letzter Auftritt dort wurde mitgeschnitten und einige dieser Titel wurden später veröffentlicht. Währenddessen hatte er sich mit seiner zweiten Frau Lorene ein Baugeschäft aufgebaut, dass er erfolgreich führte. 1997 erkrankte Parchman schwer und starb schließlich 1999 in seinem Haus in Madison, Tennessee. 2005 wurde in Deutschland eine CD unter dem Titel I Feel Like… Rockin‘ mit seinen Aufnahmen herausgegeben.

## Diskographie
| Jahr | Titel | Plattenfirma                       |
| ---- | --- | ---------------------------------- |
| 1957 | Treat Me Right / Don’t You Know | Jaxon Records                      |
| 1958 | Get It Off Your Mind / Sattellite Hop [!]                                                                                                | Lu Records                         |
|      | - I Feel Like Rockin’ - Love Crazy Baby                                                                                                  | Sun Records (nicht veröffentlicht) |
|      | - Don’t You Know (What’s The Reason) - Get It Off Your Mind (alt. version) - You Call Everybody Darlin‘ - Tennessee Zip - Love Dump Baby | Sun Records (nicht veröffentlicht) |